# Ринг (фильм, 1927)
«Ринг» (англ. The Ring) — немой триллер режиссёра Альфреда Хичкока, снятый в 1927 году.

## Сюжет
Боксёры Джек Сандер и Боб Корби влюблены в одну девушку. Она выходит замуж за Джека, но вскоре начинает получать удовольствие в обществе Боба…

## В ролях
- Карл Бриссон — Джек Сандер
- Иэн Хантер — Боб Корби
- Лиллиан Холл-Дэвис — девушка
- Форрестер Харви — промоутер
- Гарри Терри — шоумен
- Гордон Харкер — тренер Джека
- Чарльз Фаррелл — секундант (нет в титрах)
- Клэр Грит — предсказательница (нет в титрах)
- Том Хелмор (нет в титрах)
- Минни Рэйнер — жена боксёра (нет в титрах)
- Билли Уэллс — боксёр (нет в титрах)

## Съёмочная группа
- Режиссёр: Альфред Хичкок
- Сценаристы: Альфред Хичкок, Альма Ревиль (нет в титрах), Элиот Стэннард (нет в титрах)
- Продюсер: Джон Максвелл
- Оператор: Джек Э. Кокс
- Художник: С. Уилфрид Арнольд
- Визуальные эффекты: У. Перси Дэй

## Критика
Премьера «Ринга» осенью 1927 года была довольно успешной  — публика благожелательно приняла приемы монтажа применённые в фильме: «Я никогда не слышал, чтобы монтажу устраивали овации, – признавался он, – но это случилось». Критика озабоченная отставанием английского кинематографа от американской и континентальной кинопродукции увидела в фильме и режиссёре большой потенциал. Так, газета Daily Mail назвала фильм «величайшей картиной из всех, что были сняты в этой стране», а Daily News писала, что это «сокрушительный ответ тем, кто не верил в возможности британского кино». Журнал The Bioscope отмечал: «Если будущие английские фильмы лишь приблизятся по качеству к «Рингу», нам не придется сомневаться в успехе кинопроизводства в нашей стране». Сборы от фильма оказались не слишком велики.  

## Интересные факты
Название фильма можно перевести и как Обручальное кольцо, учитывая любовный треугольник главных героев.